# Baai van Monterey
De Baai van Monterey (Engels: Monterey Bay) is een baai van de Stille Oceaan langs de kust van de Amerikaanse staat Californië. De baai ligt ten zuiden van San Francisco en San Jose en ligt tussen de steden Santa Cruz en Monterey.
De kustgemeenschappen rond de baai worden weleens de Monterey Bay Area (of plaatselijk de Bay Area) genoemd. Bij uitbreiding kan de term ook slaan op het geheel van Santa Cruz County en Monterey County.
Het Monterey Bay National Marine Sanctuary is een federaal beschermd zeereservaat. Het is opgericht in 1922 en is het grootste in zijn soort in de Verenigde Staten. Het loopt van San Francisco tot aan San Luis Obispo County en omvat onder andere de Baai van Monterey.

## Plaatsen langs de baai
Deze plaatsen liggen rond de baai, van noord naar zuid. Plaatsen die enigszins landinwaarts liggen, zijn ingesprongen.
- Santa Cruz
- Capitola
  - Soquel
- Aptos
- Rio del Mar
- La Selva Beach
  - Corralitos
  - Freedom
  - Watsonville
  - Pajaro
  - Las Lomas
  - Elkhorn
- Moss Landing
- Castroville
  - Salinas
- Marina
- Fort Ord
- Seaside
- Sand City
  - Del Rey Oaks
- Monterey
- Pacific Grove